# Scaphytopius collaris
Scaphytopius collaris är en insektsart som beskrevs av Sanders och Delong 1919. Scaphytopius collaris ingår i släktet Scaphytopius och familjen dvärgstritar. Inga underarter finns listade i Catalogue of Life.